# 한흥 (전한)
한흥(韓興, ? ~ 기원전 87년) 또는 한장(韓長)은 전한 중기의 제후로, 광록훈 한열의 아들이다.

## 행적
정화 3년(기원전 90년), 아버지 한열의 뒤를 이어 안도후(按道侯)에 봉해졌다.
안도후 흥 4년(기원전 87년), 무고에 연루되어 요참에 처하였다.

## 출전
- 사마천, 《사기》
  -  권19 혜경간후자연표.
- 반고, 《한서》
  -  권16 고혜고후문공신표.